# Scooby-Doo! and the Monster of Mexico
Scooby-Doo! and the Monster of Mexico  (no Brasil: Scooby-Doo! e o Monstro do México) é um filme de mistério e animação distribuído pela Warner Bros.

## Sinopse
Scooby-Doo e sua turma vão passar uns dias no México e celebrar o Dia dos Mortos, mas acabam tendo que resolver um novo mistério relacionado a um terrível monstro que está afugentando os turistas da cidade.